# Svenska mästerskapen i fälttävlan 1972
Svenska mästerskapen i fälttävlan 1972 avgjordes i Beddinge. Tävlingen var den 22:a upplagan av Svenska mästerskapen i fälttävlan.

## Resultat
| Placering | Ryttare      | Häst       |
| --------- | ------------ | ---------- |
| 1         | Curt Nilsson | Deirana xx |
| 2         | Jan Jönsson  | Sarajevo   |
| 3         | ran Eliasson | Hurry      |